# Авдий (пророк)
А́вдий (Овадия, Овадья, ивр. עֹבַדְיָה‎, Овадйа — «служащий Богу») — ветхозаветный пророк, четвёртый в ряду двенадцати «малых» библейских пророков.
Книга пророка Авдия состоит из одной главы, большей частью составляющей повторение отрывка из книги пророка Иеремии (Иер. 49:7—16).

## Жизнеописание
Когда и где жил пророк Авдий, неизвестно. Талмуд называет его обратившимся в иудаизм идумеем (Эдом) и отождествляет с богобоязненным домоправителем порочного израильского царя начала IX века до н. э. Ахава (Санхедрин, 39б). Христианский богослов Ефрем Сирин же писал, что Авдий был родом из Сихема и являлся современником пророков Осии, Иоиля, Амоса и Исаии (рубеж IX—VIII веков до н. э.). При этом содержание Книги Авдия указывает, что она относится ко времени первого разгрома еврейского царства вавилонянами, то есть в одно время с Иеремией (рубеж VII—VI веков до н. э.), — это видно из речи, обращённой к идумеянам с укорами в предательстве по отношению к их братьям израильтянам, которым во время их поражения они преградили путь к спасению.